# Johnny Sins
Johnny Sins, właśc. Steve Wolfe (ur. 31 grudnia 1978 w Pittsburghu) – amerykański aktor pornograficzny, reżyser i youtuber.
Jeden z najpopularniejszych aktorów porno w popkulturze XXI wieku, najczęściej wyszukiwany w Internecie, znany z ogolonej głowy i muskularnej sylwetki, zyskał przydomek „Łysy z Brazzers”.
Laureat wielu branżowych nagród, w tym pięciu AVN Award, trzech XBIZ Award, jednej XRCO Award i siedmiu Pornhub Award. W styczniu 2023 został wprowadzony do alei sław Brazzers Hall of Fame.

## Życiorys

### Wczesne lata
Steve Wolfe urodził się w Pittsburghu w Pensylwanii, gdzie ukończył szkołę średnią i college. Wychowywał się w okolicznym miasteczku. Był bardzo nieśmiałym nastolatkiem. W wieku 19 lat podjął pierwsze treningi siłowe.
Po ukończeniu studiów dostał pracę sześć dni w tygodniu w budownictwie. Do udziału w filmach porno zachęcała go Alexis Monroe, koleżanka z liceum, jednak wówczas 21-letni Sins nie brał tej oferty pod uwagę. Kiedy miał ok. 24 lata, zauważył wczesne oznaki łysienia, po czym na stałe ogolił głowę. W 2006 przeprowadził się z Las Vegas do Los Angeles, aby rozpocząć pracę w przemyśle filmowym porno.

### Kariera
Jego pierwsze próby z pornografią odbyły się za pośrednictwem ogłoszeń zamieszczonych na portalach Craig’s List i SexyJobs.com. Początkowo brał udział w filmach w stylu gonzo w scenach seksu grupowego lub gang bang dla Red Light District Video, Kick Ass Pictures, Platinum X Pictures Inc., Greedy Video i Evil Angel Video. Wystąpił potem także w realizacjach takich jak Overboard Video My Dirty Angels 8 (2007) z Sashą Grey, New Sensations MyPlace 3 (2007) z Katją Kassin i Gianną Michaels, Evil Angel Cock Happy 2 (2008) z Belladonną czy Digital Playground Stoya: Sexy Hot (2008) z Daną DeArmond i Stoyą. W 2008 po raz pierwszy został nominowany do AVN Award, nazywanej potocznie pornograficznym Oscarem, w kategorii „najlepsza scena seksu pary – wideo” z Jenni Lee w filmie studia Suze Randall Fuck Club (2007). Występ w komedii Cheerleaders (2008), która była najchętniej oglądanym i sprzedawanym filmem pornograficznym na platformie GameLink.com i została uhonorowana Nightmoves Fan Awards jako najlepszy film, przyniosła mu dwie nominacje do AVN Award. W 2008 związał się z wytwórnią Brazzers, gdzie 3 maja 2008 zadebiutował w produkcji Big Tits At School 2 w scenie z Pumą Swede.
W czerwcu 2015 Pornhub uruchomił zbiórkę na crowdfundingowej stronie Indiegogo, której celem było nakręcenie pierwszego filmu pornograficznego w przestrzeni kosmicznej. W projekcie mieli uczestniczyć Johnny Sins i Eva Lovia. W jednym z wywiadów Sins, zapytany o możliwość nakręcenia pierwszego filmu pornograficznego poza Ziemią, stwierdził: To jest coś więcej niż robienie tego dla pieniędzy czy dla strzału. Chodzi o tworzenie historii. Ostatecznie zbiórka nie osiągnęła celu – zebrano jedynie 236 tys. dol. z wymaganych 3,4 mln dol.
W 2017 wraz z życiową partnerką Kissą Sins założył na YouTubie lifestyle’owy kanał SinsTV, którego tematem jest ich życie codzienne oraz porady na temat życia seksualnego. Jeden z vlogów, przedstawiający Sinsa degustującego różne tureckie przekąski, był chwilowo najpopularniejszym filmem na YouTube oglądanym w Turcji w 2018. Pod koniec 2020 kanał Sinsa subskrybowało ponad 1,5 mln użytkowników.
W kwietniu 2018 został opisany na łamach magazynu „Cosmopolitan”. W lipcu 2018 wizerunek Sinsa i kilku innych gwiazd porno znalazł się na jednym z autobusów jeżdżących w Indiach, co było częścią kampanii marketingowej, która miała na celu zwiększenie liczby szkolnych wycieczek w tym kraju.
Pozostaje w czołówce najczęściej wyszukiwanych aktorów pornograficznych w Internecie. W wielu krajach, ze względu na swój wizerunek sceniczny, zyskał przydomek „Łysy z Brazzers”.
W czerwcu 2020 podpisał umowę z Interactive Life Forms (ILF), twórcami produktów marki Fleshlight w Austin w Teksasie, by wypuściła na rynek atrapę prącia jako odlew zewnętrznych narządów płciowych i sporządziła ich silikonowe kopie. W styczniu 2024 zajął drugie miejsce „14 najsłynniejszych gwiazdorów porno” angielskiego portalu AdultVisor.

## Obecność w kulturze masowej
W 2013 w niektórych serwisach internetowych rozeszła się nieprawdziwa informacja o śmierci aktora w wypadku samochodowym, który jednak nigdy nie miał miejsca.
Sins jest bohaterem licznych memów i mistyfikacji. Po strzelaninie w Las Vegas (2017) jeden z użytkowników Twittera zamieścił tweeta ze zdjęciem swojego zaginionego ojca. W rzeczywistości przedstawiało ono jednak amerykańskiego aktora – mimo tego post uzyskał ponad 600 retweetów (był to jeden z wielu dezinformujących tweetów, które pojawiły się przy okazji tej strzelaniny). W 2018 roku został bohaterem jednego z hoaxów w Indonezji, w której jeden z internautów przedstawił go jako amerykańskiego lekarza będącego zwolennikiem ruchu antyszczepionkowego. W 2019 roku zdjęcie Johnny’ego Sinsa i Jayden Jaymes trafiło do gazetki jednej z hiszpańskich parafii w Galicji, o czym pisały media w wielu krajach świata.
Przypadki trollowania wizerunkiem amerykańskiego aktora filmów pornograficznych miały również miejsce w Polsce. W 2018 roku media polskie opisywały sprawę gen. Kufa Drahrepusa – amerykańskiego wojskowego z otoczenia Donalda Trumpa, który rzekomo krytykował rządy Prawa i Sprawiedliwości, a także Jarosława Kaczyńskiego i Antoniego Macierewicza. Miał także wspierać protestujących przeciwko rządzącej partii ze swojego profilu na Facebooku. Drahrepus był w rzeczywistości postacią wykreowaną przez internetowych trolli (by uwiarygodnić tę mistyfikację, udostępniano zdjęcia Sinsa m.in. w stroju żołnierza – była to kreacja, w której uczestniczył niejednokrotnie w filmach ze swoim udziałem). Nieistniejący generał zyskał jednak wsparcie wielu osób sprzeciwiających się partii rządzącej (Kuf Drahrepus to anagram ze świadomie zastosowanym błędem ortograficznym, który pochodzi od wulgarnego zwrotu z języka angielskiego – superhard fuck). W 2020 roku jedna z poznańskich radnych Prawa i Sprawiedliwości udostępniła na Facebooku sfabrykowaną grafikę, na której przedstawiono Johnny'eg Sinsa jako nowojorskiego pneumologa, wyrażającego wdzięczność polskim władzom za wprowadzenie kwarantanny z powodu pandemii COVID-19 oraz komplementującego Andrzeja Dudę − nie wiedziała, że ten obrazek to jedynie mem, uznała go za prawdziwą informację. Przypadek ten również był opisywany w mediach.
W lutym 2024 wziął udział w reklamie produktów na potencję.

## Życie prywatne
W latach 2013–2019 był w związku z aktorką pornograficzną Kissą Sins, określaną niejednokrotnie jego żoną. Sins zdementował jednak tę informację twierdząc, iż oboje mają „to samo fałszywe nazwisko”.

## Nagrody i nominacje
| Rok  | Nagroda                           | Kategoria                                                                          | Film                                     | Inni wykonawcy                                                          | Rezultat  |
| ---- | --------------------------------- | ---------------------------------------------------------------------------------- | ---------------------------------------- | ----------------------------------------------------------------------- | --------- |
| 2008 | AVN Award                         | Najlepsza scena seksu pary – wideo                                                 | Fuck Club (2007)                         | Jenni Lee                                                               | Nominacja |
| 2009 | XRCO Award                        | Najlepszy nowy ogier                                                               | –                                        | –                                                                       | Nominacja |
| 2009 | AVN Award                         | Najlepsza scena seksu grupowego                                                    | Cheerleaders (2008)                      | James Deen, Shay Jordan, Tommy Gunn, Camryn Kiss i Alexis Texas         | Nominacja |
| 2009 | AVN Award                         | Najlepsza scena triolizmu                                                          | Cheerleaders (2008)                      | Adrenalynn i Shawna Lenee                                               | Nominacja |
| 2009 | AVN Award                         | Najlepszy debiutant                                                                | –                                        | –                                                                       | Nominacja |
| 2010 | XBIZ Award                        | Wykonawca roku                                                                     | –                                        | –                                                                       | Nominacja |
| 2010 | AVN Award                         | Najlepsza scena seksu triolizmu                                                    | Cum-Spoiled Sluts (2009)                 | Nikki Rhodes i Jenna Haze                                               | Nominacja |
| 2011 | Galaxy Award                      | Najlepsza scena                                                                    | Red Head Ride (2010)                     | Faye Reagan i Nikki Rhodes                                              | Nominacja |
| 2011 | AVN Award                         | Najlepsza scena seksu analnego                                                     | Big Butts Like It Big 6 (2010)           | Shyla Stylez                                                            | Nominacja |
| 2011 | AVN Award                         | Niedoceniony wykonawca roku                                                        | –                                        | –                                                                       | Nominacja |
| 2011 | AVN Award                         | Najlepsza scena seksu                                                              | Performers of the Year 2010 (2009)       | Alexis Texas                                                            | Nominacja |
| 2012 | RogReviews’ Critics Choice Awards | Najlepszy wykonawca                                                                | –                                        | –                                                                       | Nominacja |
| 2012 | AVN Award                         | Najbardziej oburzająca scena seksu                                                 | Introducing the Russo Twins (2010)       | Tati Russo i Taylor Russo                                               | Nominacja |
| 2012 | AVN Award                         | Niedoceniony wykonawca roku                                                        | –                                        | –                                                                       | Nominacja |
| 2013 | AVN Award                         | Najlepsza scena seksu triolizmu                                                    | Brazzers Presents: The Parodies 2 (2012) | Gracie Glam i Lexi Belle                                                | Nominacja |
| 2013 | AVN Award                         | Niedoceniony wykonawca roku                                                        | –                                        | –                                                                       | Nominacja |
| 2014 | XBIZ Award                        | Wykonawca roku                                                                     | –                                        | –                                                                       | Nominacja |
| 2014 | XBIZ Award                        | Najlepsza scena – wydanie winiety                                                  | Big Tits at Work 17 (2012)               | Monique Alexander                                                       | Nominacja |
| 2014 | XBIZ Award                        | Najlepsza scena – wydanie winiety                                                  | My Dad’s Hot Girlfriend 17 (2013)        | Anissa Kate i Breanne Benson                                            | Nominacja |
| 2014 | XBIZ Award                        | Najlepsza scena w filmie pełnometrażowym                                           | Bridesmaids (2013)                       | Kayden Kross, Brooklyn Lee, Jesse Jane i Stoya                          | Nominacja |
| 2014 | AVN Award                         | Najlepsza scena seksu grupowego                                                    | Bridesmaids (2013)                       | Kayden Kross, Brooklyn Lee, Jesse Jane i Stoya                          | Nominacja |
| 2014 | XRCO Award                        | Wykonawca roku                                                                     | –                                        | –                                                                       | Nominacja |
| 2015 | AVN Award                         | Wykonawca roku                                                                     | –                                        | –                                                                       | Nominacja |
| 2015 | XBIZ Award                        | Najlepsza scena seksu – wydanie winiety                                            | Doctor’s Orders (2014)                   | Gia DiMarco                                                             | Nominacja |
| 2015 | XRCO Award                        | Niedoceniony szermierz roku                                                        | –                                        | –                                                                       | Nominacja |
| 2016 | AVN Award                         | Najlepsza scena seksu (chłopak/dziewczyna)                                         | Sins Life 2 (2015)                       | Kissa Sins                                                              | Nominacja |
| 2016 | XBIZ Award                        | Najlepsza scena seksu                                                              | Let’s Play Doctor 1 (2015)               | Dani Daniels i Luna Star                                                | Wygrana   |
| 2016 | XBIZ Award                        | Wykonawca roku                                                                     | –                                        | –                                                                       | Nominacja |
| 2016 | Inked Award                       | Najlepsza scena seksu grupowego                                                    | Deepthroat Challenge (2015)              | Kissa Sins i Karmen Karma                                               | Nominacja |
| 2017 | AVN Award                         | Nagroda fanów: Ulubiony gwiazdor roku                                              | –                                        | –                                                                       | Wygrana   |
| 2017 | XBIZ Award                        | Najlepsza scena seksu grupowego                                                    | Sins Life 1 (2016)                       | A.J. Applegate, Karmen Karma, Maddy O’Reilly, Katrina Jade i Kissa Sins | Nominacja |
| 2017 | XBIZ Award                        | Wykonawca roku                                                                     | –                                        | –                                                                       | Nominacja |
| 2017 | XRCO Award                        | Niedoceniony szermierz roku                                                        | –                                        | –                                                                       | Wygrana   |
| 2018 | AVN Award                         | Najlepsza scena seksu (chłopak/dziewczyna)                                         | Young and Beautiful 3 (2017)             | Vicki Chase                                                             | Nominacja |
| 2018 | AVN Award                         | Najlepsza scena seksu triolizmu (dziewczyna/dziewczyna/chłopak)                    | Sins Life 2 (2016)                       | Katrina Jade i Kissa Sins                                               | Nominacja |
| 2018 | AVN Award                         | Wykonawca roku                                                                     | –                                        | –                                                                       | Nominacja |
| 2018 | AVN Award                         | Nagroda fanów: Ulubiony gwiazdor roku                                              | –                                        | –                                                                       | Wygrana   |
| 2018 | XBIZ Award                        | Najlepsza scena seksu – wydanie winiety                                            | Natural Beauties 2 (2016)                | Kristen Scott                                                           | Nominacja |
| 2018 | Fleshbot Award                    | Wykonawca roku                                                                     | –                                        | –                                                                       | Wygrana   |
| 2018 | XCritic Award                     | Król mediów społecznościowych                                                      | The Obsession (2017)                     | –                                                                       | Nominacja |
| 2018 | Pornhub Award                     | Najpopularniejszy wykonawca roku według kobiet                                     | –                                        | –                                                                       | Wygrana   |
| 2018 | Pornhub Award                     | Najlepszy penis                                                                    | –                                        | –                                                                       | Wygrana   |
| 2018 | Pornhub Award                     | Najgorętszy męski tyłek                                                            | –                                        | –                                                                       | Wygrana   |
| 2019 | AVN Award                         | Wykonawca roku                                                                     | –                                        | –                                                                       | Nominacja |
| 2019 | AVN Award                         | Nagroda fanów: Ulubiony gwiazdor roku                                              | –                                        | –                                                                       | Wygrana   |
| 2019 | AVN Award                         | Najbardziej oburzająca scena seksu                                                 | Wrath of God 2 (2018)                    | Jessa Rhodes i Kissa Sins                                               | Nominacja |
| 2019 | AVN Award                         | Najlepsza scena seksu triolizmu (dziewczyna/dziewczyna/chłopak)                    | Icons (2018)                             | Alina Lopez i Ariana Marie                                              | Nominacja |
| 2019 | AVN Award                         | Najlepsza scena seksu triolizmu (dziewczyna/dziewczyna/chłopak)                    | After Dark (2018)                        | Adriana Chechik i Tori Black                                            | Nominacja |
| 2019 | XBIZ Award                        | Najlepsza scena seksu – wydanie winiety                                            | After Dark (2018)                        | Adriana Chechik i Tori Black                                            | Wygrana   |
| 2019 | XBIZ Award                        | Wykonawca roku                                                                     | –                                        | –                                                                       | Nominacja |
| 2019 | XBIZ Award                        | Najlepsza scena seksu – wydanie winiety                                            | Naughty Office 51 (2018)                 | Charisma Cappelli i Romi Rain                                           | Nominacja |
| 2019 | XBIZ Award                        | Najlepsza scena seksu – wydanie winiety                                            | My Wife the Slut 3 (2017)                | Abigail Mac                                                             | Nominacja |
| 2019 | XBIZ Award                        | Najlepsza scena seksu – wydanie winiety                                            | Fixing For A Fuck 1 (2018)               | Anya Olsen i Kissa Sins                                                 | Nominacja |
| 2019 | XRCO Award                        | Wykonawca roku                                                                     | –                                        | –                                                                       | Nominacja |
| 2019 | Pornhub Award                     | Najpopularniejszy wykonawca                                                        | –                                        | –                                                                       | Nominacja |
| 2019 | Pornhub Award                     | Najlepszy penis                                                                    | –                                        | –                                                                       | Wygrana   |
| 2019 | Pornhub Award                     | Najpopularniejszy wykonawca według kobiet                                          | –                                        | –                                                                       | Wygrana   |
| 2020 | AVN Award                         | Nagroda fanów: Ulubiony gwiazdor                                                   | –                                        | –                                                                       | Wygrana   |
| 2020 | XBIZ Award                        | Męski artysta klipu roku                                                           | –                                        | –                                                                       | Nominacja |
| 2020 | XBIZ Award                        | Najlepsza scena seksu – wydanie winiety                                            | Natural Beauties 10 (2018)               | Kenna James                                                             | Nominacja |
| 2020 | XBIZ Award                        | Najlepsza scena seksu – wydanie winiety                                            | Icons 2 (2019)                           | Nicole Aniston                                                          | Nominacja |
| 2020 | Pornhub Award                     | Najpopularniejszy wykonawca                                                        | –                                        | –                                                                       | Nominacja |
| 2020 | Pornhub Award                     | Najpopularniejszy wykonawca według kobiet                                          | –                                        | –                                                                       | Wygrana   |
| 2020 | Pornhub Award                     | Pełny maszt - Wykonawca Top Big Dick                                               | –                                        | –                                                                       | Nominacja |
| 2020 | Pornhub Award                     | Najlepszy penis według widza                                                       | –                                        | –                                                                       | Wygrana   |
| 2021 | AVN Award                         | Nagroda fanów: Ulubiony gwiazdor                                                   | –                                        | –                                                                       | Wygrana   |
| 2021 | AVN Award                         | Najlepsza scena seksu triolizmu (dziewczyna/dziewczyna/chłopak)                    | Pushed In The Right Direction (2019)     | Ariana Marie i Emily Willis                                             | Nominacja |
| 2021 | XBIZ Cam Award                    | Najlepszy gwiazdor mediów społecznościowych premium                                | –                                        | –                                                                       | Nominacja |
| 2022 | AVN Award                         | Najlepsza czwórka / scena orgii                                                    | Luckiest Guy (2021)                      | Brittany Andrews, Kayla Paige, Sofie Marie i Victoria Zdrok             | Nominacja |
| 2022 | AVN Award                         | Ulubiony gwiazdor porno                                                            | –                                        | –                                                                       | Wygrana   |
| 2022 | AVN Award                         | Gwiazda mediów społecznościowych                                                   | –                                        | –                                                                       | Nominacja |
| 2022 | Pornhub Award                     | Najpopularniejszy wykonawca                                                        | –                                        | –                                                                       | Nominacja |
| 2022 | Pornhub Award                     | Najpopularniejszy wykonawca wśród kobiet                                           | –                                        | –                                                                       | Nominacja |
| 2022 | Pornhub Award                     | Najlepszy wykonawca wielkiego penisa                                               | –                                        | –                                                                       | Nominacja |
| 2022 | Pornhub Award                     | Nagroda przyznana w głosowaniu fanów: Najlepszy penis                              | –                                        | –                                                                       | Wygrana   |
| 2023 | AVN Award                         | AVN Awards Hall of Fame (Aleja Sław)                                               | –                                        | –                                                                       | Wygrana   |
| 2023 | AVN Award                         | Ulubiona męska gwiazda porno                                                       | –                                        | –                                                                       | Wygrana   |
| 2023 | Pornhub Award                     | Najpopularniejszy wykonawca wśród kobiet                                           | –                                        | –                                                                       | Nominacja |
| 2023 | Pornhub Award                     | Najpopularniejszy wykonawca                                                        | –                                        | –                                                                       | Wygrana   |
| 2023 | Pornhub Award                     | Najlepszy wykonawca wielkiego penisa                                               | –                                        | –                                                                       | Nominacja |
| 2023 | Pornhub Award                     | Nagroda przyznana w głosowaniu fanów: Najlepszy penis                              | –                                        | –                                                                       | Wygrana   |
| 2023 | Pornhub Award                     | Ulubiona współpraca                                                                | –                                        | Angela White i Lena Paul                                                | Wygrana   |
| 2023 | Urban X Award                     | Wykonawca roku                                                                     | –                                        | –                                                                       | Nominacja |
| 2023 | Urban X Award                     | Najpopularniejszy twórca treści                                                    | –                                        | –                                                                       | Nominacja |
| 2024 | AVN Award                         | Nagroda fanów: Ulubiony twórca gwiazda porno                                       | –                                        | –                                                                       | Nominacja |
| 2024 | AVN Award                         | Nagroda fanów: Najgorętsza współpraca twórców w scenach seksu analnego             | –                                        | Tina Snows                                                              | Nominacja |
| 2024 | AVN Award                         | Nagroda fanów: Najgorętsza współpraca twórców w scenach seksu chłopak / dziewczyna | –                                        | Aviana Violet                                                           | Nominacja |
| 2024 | AVN Award                         | Nagroda fanów: Najgorętsza współpraca twórców w scenach seksu chłopak / dziewczyna | –                                        | Ema Karter                                                              | Nominacja |
| 2024 | Pornhub Award                     | Najpopularniejszy wykonawca                                                        | –                                        | –                                                                       | Nominacja |
| 2024 | Pornhub Award                     | Najpopularniejszy mężczyzna wśród kobiet                                           | –                                        | –                                                                       | Nominacja |
| 2024 | Pornhub Award                     | Najlepszy wykonawca wielkiego penisa                                               | –                                        | –                                                                       | Nominacja |
| 2024 | Pornhub Award                     | Najlepszy wykonawca wytrysków                                                      | –                                        | –                                                                       | Nominacja |
| 2024 | Urban X Award                     | Ogier Urban X                                                                      | –                                        | –                                                                       | Nominacja |
| 2025 | AVN Award                         | Nagroda fanów: Najgorętsza współpraca twórców chłopiec / dziewczyna                | –                                        | Ema Karter                                                              | Nominacja |
| 2025 | Pornhub Award                     | Ulubiona współpraca                                                                | —                                        | Ruth Lee                                                                | Wygrana   |
| 2025 | Pornhub Award                     | Najpopularniejszy wykonawca                                                        | —                                        | —                                                                       | Nominacja |
| 2025 | XMA Creator Award                 | Gwiazda mediów społecznościowych roku                                              | –                                        | —                                                                       | Nominacja |
| 2025 | XMA Creator Award                 | Najlepszy wideoklip roku w ramach współpracy chłopak/dziewczyna                    | –                                        | Marina Gold                                                             | Nominacja |